# Androsace komovensis
Androsace komovensis är en viveväxtart som beskrevs av Schönsw. och Schneew. Androsace komovensis ingår i släktet grusvivor, och familjen viveväxter. Inga underarter finns listade i Catalogue of Life.